# Петербургский институт ядерной физики имени Б. П. Константинова
Петербургский институт ядерной физики им. Б. П. Константинова (ПИЯФ) — один из крупнейших научных институтов России. Был основан в 1956 году как филиал Ленинградского физико-технического института и в 1971 году стал уже самостоятельным институтом Академии наук СССР. 
С 2010 года вошёл в состав Национального исследовательского центра «Курчатовский институт». 
Расположен в городе Гатчина Ленинградской области.

## Деятельность
В институте работает 1800 человек, из них 500 научных сотрудников, 80 докторов и 260 кандидатов наук.
В институте проводятся фундаментальные исследования в области физики элементарных частиц и высоких энергий, ядерной физики, физики конденсированных сред, молекулярной и радиационной биофизики. Кроме того, ведутся исследования в прикладных областях, где применение самых передовых научных решений приводит к принципиально новым разработкам в области приборостроения, медицины и экологии.
В настоящее время в институте действует одна базовая экспериментальная установка — протонный ускоритель СЦ-1000.
Экспериментальная база института позволяет проводить широкий спектр исследований фундаментальных свойств материи и осуществлять разработку и создание новых материалов, устройств и систем, включая системы с биоорганическими наноструктурными компонентами.
Совместно с Центральным научным-исследовательским рентгено-радиологическим институтом МЗ РФ (МЗ РФ) был разработан и реализован метод протонной стереотаксической терапии с использованием узкого пучка протонов высокой энергии (1000 МэВ) в сочетании с ротационной техникой облучения.
В настоящее время реализуется инвестиционный проект создания научно-исследовательского реакторного комплекса ПИК на базе самого мощного в мире высокопоточного реактора с тепловой мощностью 100 МВт и рекордной в мире плотностью потока тепловых нейтронов 5·1015 н/см2 · с. Правительство Российской Федерации приняло предложение о завершении реконструкции научно-исследовательского реакторного комплекса ПиК. 
Строительство реактора началось в 1976 году, после чернобыльской аварии (1986) проект реактора был подвергнут полной ревизии и переработке в 1990 году, с учетом новых норм безопасности. В 2007 году решением Правительства РФ строительство было возобновлено. В 2009 году был сдан в эксплуатацию первый пусковой комплекс зданий и сооружений, в 2011 году был успешно осуществлен физический пуск реактора. Полностью строительство реакторного комплекса из 38 зданий и сооружений общей площадью 65 000 м² завершится в 2013 году. После окончания строительства начнутся процедуры наладки, испытаний и аттестации систем на соответствие нормативам, оформление разрешений на этапы ввода в эксплуатацию и энергопуск.
Выполненные в институте работы были удостоены Ленинской и Государственных премий. Семь ученых института были избраны членами-корреспондентами Академии наук (в том числе В. А. Назаренко, В. Н. Грибов, В. Л. Аксёнов).
В декабре 2023 года к Институту был присоединен Институт высокомолекулярных соединений РАН. Реорганизация завершена 5 августа 2024 года.

## Директора
- Олег Игоревич Сумбаев (1971—1985)
- Алексей Алексеевич Воробьёв (1986—1992)
- Алексей Андреевич Ансельм (1992—1994)
- Владимир Андреевич Назаренко (1994—2006)
- Владимир Михайлович Самсонов (2006—2012)
- Виктор Лазаревич Аксёнов (2012—2015)
- Денис Юрьевич Минкин (2015—2017)
- Сергей Евгеньевич Горчаков (2017—2025)
- Василий Михайлович Ретивов (2025)
- Юлия Николаевна Нестерчук (с 2025)

## Ведущие учёные ПИЯФ
- Драбкин, Гильяри Моисеевич
- Липатов, Лев Николаевич
- Малеев, Сергей Владимирович
- Плахтий, Владимир Петрович
- Щукин, Юрий Николаевич
- Окороков, Алексей Иванович
- Кириллов, Станислав Викторович